# Bleriken (Vilhelmina socken, Lappland, 724749-145208)
Bleriken är en sjö i Vilhelmina kommun i Lappland och ingår i Ångermanälvens huvudavrinningsområde. Sjön har en area på 0,569 kvadratkilometer och ligger 582 meter över havet. Bleriken ligger i Vardo- Laster- och Fjällfjällen Natura 2000-område. Sjön avvattnas av vattendraget Vojmån.

## Delavrinningsområde
Bleriken ingår i det delavrinningsområde (724746-145092) som SMHI kallar för Utloppet av Bleriken. Medelhöjden är 745 meter över havet och ytan är 6,24 kvadratkilometer. Räknas de 19 avrinningsområdena uppströms in blir den ackumulerade arean 135,69 kvadratkilometer. Vojmån som avvattnar avrinningsområdet har biflödesordning 2, vilket innebär att vattnet flödar genom totalt 2 vattendrag innan det når havet efter 461 kilometer. Avrinningsområdet består mestadels av skog (46 procent) och kalfjäll (43 procent). Avrinningsområdet har 0,57 kvadratkilometer vattenytor vilket ger det en sjöprocent på 9,1 procent.